# 红圈所
红圈所（英語：Red Circle），指八家在中国大陆的律师事务所。该概念最早由英国路透社旗下的《亚洲法律杂志》（英語：Asian Legal Business）在一篇名为《红圈中的律师事务所》的文章中提出。2014年9月24日，《律师》（英語：The Lawyer）杂志发布了一篇名为的报告，其中以2013年收入为衡量标准评选出八家律师事务所后，“红圈所”的概念开始被广泛使用：
1. 通商律师事务所
2. 环球律师事务所
3. 海问律师事务所
4. 竞天公诚律师事务所
5. 君合律师事务所（英语：Jun He Law Offices）
6. 金杜律师事务所
7. 中伦律师事务所（英语：Zhong Lun）
8. 方达律师事务所

“红圈所”通常被认为实力较强，不仅经营中国大陆本土的业务、还进军海外。根据2017年的一篇报道，“红圈所”律师创收门槛从300万到800万元人民币不等，通常薪资较高，法学院毕业生的月薪可达两万元人民币以上，但自2024年起屡屡传出降薪与裁员的消息。